# Brigadeführer
Brigadeführer var en grad i Schutzstaffel (SS) og Sturmabteilung (SA) i Tyskland mellem 1932 og 1945
Den blev oprettet på grund af SS' vækst, og givet til officerer som kommanderede SS-brigader. I 1933 blev SS-brigaderne omdøbt til SS-Abschnitte, men graden fortsatte med at have samme navn. I SA havde den ingen speciel rolle, men var bare en del af gradshierarkiet.
Oprindelig var det den anden højere officergrad, mellem Oberführer og Gruppenführer. Dette ændrede sig da Waffen-SS og Ordnungspolizei blev oprettet. I begge organisationer blev Brigadeführer regnet som ligeværdig med en generalmajor i Wehrmacht.
Insignierne var først to egeløv og en sølvknap. I 1942 blev dette ændret til tre egeløv, efter at rangen SS-Oberstgruppenführer blev indført. 
Frikorps Danmarks stifter, artilleriofficeren Christian Peter Kryssing, sluttede krigen med denne rang i Waffen-SS, og var dermed den udlænding fra Norden i Waffen-SS, der opnåede den højeste rang. Der var flere udlændinge med højere grader og ligeså høj grad som ham, f.eks. Obergruppenführer und General d. Waffen-SS Ferenc vitéz Feketehalmy-Czeydner, Obergruppenführer Jeno Ruszkay, Gruppenführer und Generalleutnant d. Waffen-SS József Grassy, Gruppenführer Rudolfs Bangerskis, Brigadeführer und Generalmajor d. Waffen-SS Piero Mannelli, Brigadeführer Johannes Soodla, Brigadeführer Bronislav Kaminsky.